# Jiří Hubáček
Jiří Hubáček (* 13. leden 1975 v Hradci Králové), je český hokejový útočník.

## Kariéra
Odchovanec týmu HC Stadion Hradec Králové začal svoji extraligovou kariéru v roce 1993 ve svém mateřském klubu. V průběhu sezóny 1993/94 odehrál 16 utkání a připsal si v nich 5 bodů za 1 gól a 4 asistence. Po sezóně přestoupil do extraligového HC Kladno, kde hrál do roku 2000. V dalších letech hrál za týmy Liberce a Ústí nad Labem. Po sezóně 2003/04 odehrané za HC Hradec Králové, odešel do ciziny. Zahrál si v Rakousku, Švýcarsku, Itálii, Francii, Rumunsku a hokejově exotické Číně. Po návratu v roce 2011 hraje krajskou ligu za HC Hronov.